# Vinzenz Chiavacci
Vinzenz Chiavacci (né le 15 juin 1847 à Vienne, mort le 2 février 1916 à Vienne) est un écrivain autrichien.

## Biographie
D'origine italienne, il travaille d'abord dans une compagnie ferroviaire. À partir de 1887 il se consacre à l'écriture et travaille pour des journaux tels que Neues Tagblatt Wiener, où il est le rédacteur en chef, Österreichische Volkszeitung et en 1896 Wiener Bilder, un journal hebdomadaire illustré qu'il dirige. Il fait partie des francs-maçons de Vienne. Sa veuve Malvine Chiavacci (née Perlsee) épouse après sa mort, l'écrivain Karl Schönherr (de).
Vinzenz Chiavacci acquiert sa notoriété en écrivant des feuilletons humoristiques avec des personnages caricaturant les bourgeois de Vienne. D'abord célébré par ses contemporains comme Ludwig Anzengruber ou Karl Schönherr que Ludwig Ganghofer et Chiavacci aident à se faire publier, celui-ci tombe ensuite vite dans l'oubli.

## Œuvre
- Aus dem Kleinleben der Großstadt, 1886
- Einer vom alten Schlag, 1886 (avec Carl Karlweis)
- Wiener vom Grund, 1887
- Bei uns z´Haus, 1888
- Wo die alten Häuser stehen, 1890
- Klein-Bürger von Groß-Wien, 1892
- Einer von der Burgmusik, 1892
- Der letzte Kreuzer, 1893
- Wiener Typen, 1893
- Der Weltuntergang. Eine Phantasie aus dem Jahre 1900, 1897.  (ISBN 9783864444685). Nachdruck des Originals. Salzwasser-Verlag, 2011.
- Seltsame Reisen des Herrn Adabei, 1908
- Aus kleinen Fenstern. 1914
- Aus der stillen Zeit, 1914